# Rimantas Kaukėnas

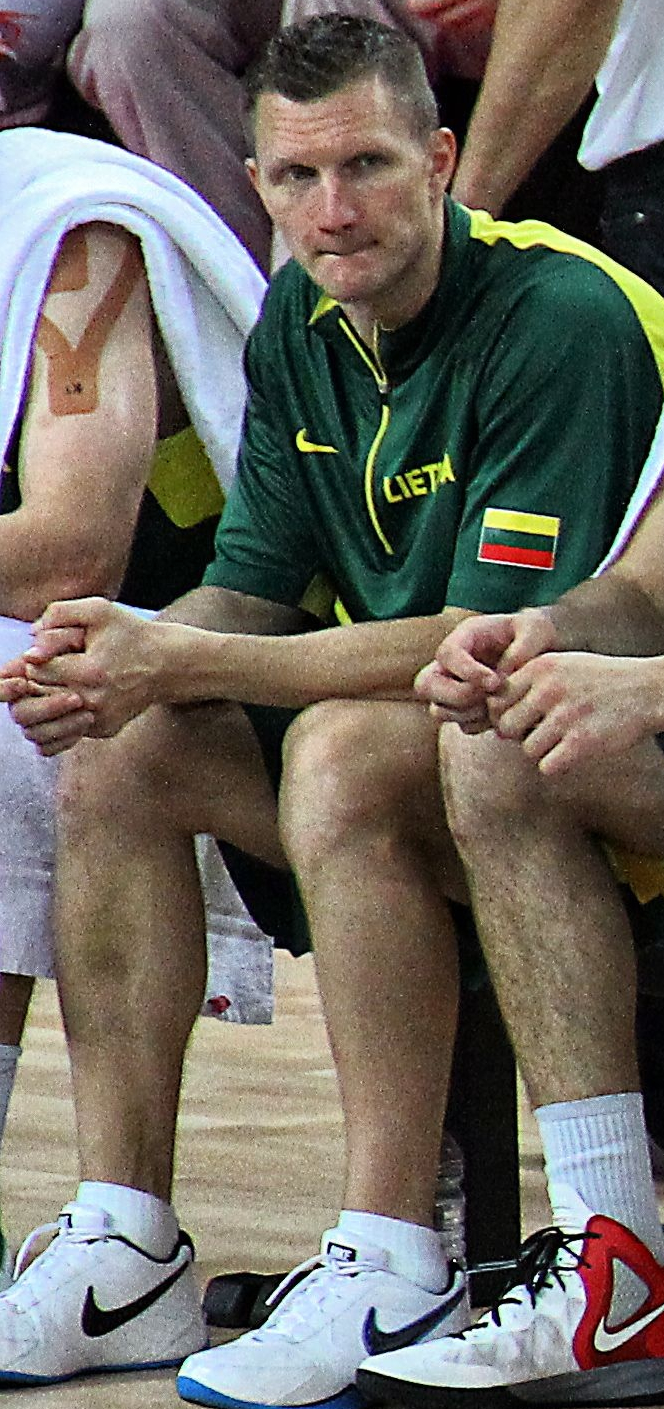
Rimantas Kaukėnas (2012)

Rimantas Kaukėnas (Vilnius, 11 de Abril de 1977) é um basquetebolista profissional lituano. 

## Carreira
Kaukenas integrou o elenco da Seleção Lituana de Basquetebol nas Olimpíadas de 2008 e 2012.